# Godomar I.
Gundomar/Godomar I. je bio kralj Burgunda (Drugo Burgundsko Kraljevstvo) između 473.i 486. godine.
Gundomar je bio sin burgundskog kralja Gundioka i nećak gospodara Zapadnog Rimskog Carstva Ricimera. Braća su mu bili Gundobad, Kilperik II. i Godegizel. Kad je Gundiok umro 473. godine, Gundiokova burgundska država podijeljena je njegovoj četvorici nasljednika. 
Gundomarova državina imala je sjedište u Viennei, Gundobadova u Lyonu, Hilperikova u Valenceu i Godegizelova u Gundomarova u Viennei i Ženevi.